# Kochosa westralia
Espèce
Kochosa westralia est une espèce d'araignées aranéomorphes de la famille des Lycosidae.

## Distribution
Cette espèce est endémique d'Australie-Occidentale. Elle se rencontre au Great Southern et dans le Sud-Ouest du Goldfields-Esperance.

## Description
Le mâle holotype mesure 4,10 mm et la femelle paratype 4,10 mm, les mâles mesurent de 3,70 à 4,75 mm et les femelles de 4,10 à 4,81 mm.

## Systématique et taxinomie
Cette espèce a été décrite Framenau, Castanheira et Yoo en 2023.

## Étymologie
Son nom d'espèce lui a été donné en référence au lieu de sa découverte, l'Australie-Occidentale.

## Publication originale
- Framenau, Castanheira & Yoo, 2023 : « The artoriine wolf spiders of Australia: the new genus Kochosa and a key to genera (Araneae: Lycosidae). » Zootaxa, no 5239(3), p. 301-357.